# Roy McMillan
Roy David McMillan (ur. 17 lipca 1929, zm. 2 listopada 1997) – amerykański baseballista, który występował na pozycji łącznika.
McMillan podpisał kontrakt jako wolny agent z Cincinnati Reds w 1947 roku i początkowo grał w klubach farmerskich tego zespołu. W Major League Baseball zadebiutował 17 kwietnia 1951 w meczu przeciwko Pittsburgh Pirates jako pinch runner. W 1956 po raz pierwszy zagrał w Meczu Gwiazd, zaś rok później po raz pierwszy otrzymał Złotą Rękawicę. W grudniu 1960 w ramach wymiany zawodników przeszedł do Milwaukee Braves, zaś w maju 1964 do New York Mets, w którym zakończył zawodniczą karierę.
W 1971 został uhonorowany członkostwem w Baseball Hall of Fame klubu Cincinnati Reds. W późniejszym okresie był między innymi menadżerem zespołów z niższych lig, trenerem pierwszej bazy i tymczasowym menadżerem Milwaukee Brewers. W 1975 zastąpił Yogi Berrę na stanowisku menadżera New York Mets, prowadząc ten zespół w 53 meczach.
| Nagroda/wyróżnienie | Lata             | Źródło |
| 2× All-Star         | 1956, 1957       | [ 2 ]  |
| 3× Gold Glove Award | 1957, 1958, 1959 | [ 2 ]  |